# Gest

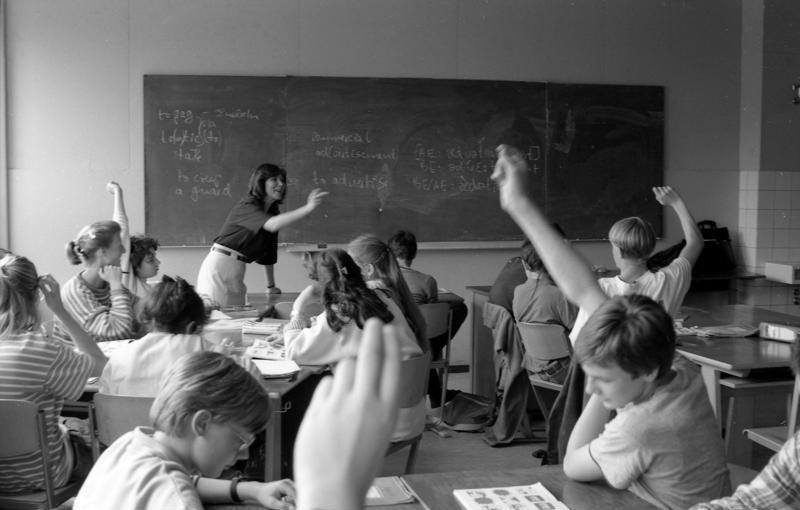
Persones demanant permís i donant torn de paraula amb gestos

Un gest és un moviment d'una certa part del cos amb intenció comunicativa, és a dir, amb un significat, sigui conscient o inconscient. És un component essencial de la comunicació no verbal i el codi de les llengües de signes. El sentit de cada gest està condicionat culturalment, com per exemple sacsejar el cap verticalment, que pot indicar afirmació o negació segons la comunitat.
El gest pot complementar l'enunciat verbal o pot ser un acte comunicatiu per si mateix. D'altra banda, als gestos emblemàtics o emblemes (com portar-se un dit al cap per a dir que algú està boig, acostar-se el polze a la boca per indicar el fet de beure, etc.) no els calen paraules i s'integren a la comunicació parlada.
Però ja abans de comunicar-se mitjançant el llenguatge oral, a totes les cultures, i també els nens petits, utilitzen el llenguatge gestual. A totes les cultures també s'ha desenvolupat la dansa, que, com les altres arts escèniques, és un procés creatiu i artístic que utilitza com essència el llenguatge gestual -el gest i l'acció creativa- del cos. L'educació de l'expressió gestual, que en nens es pot fer per mitjà de jocs, no només forma part de l'educació física sinó que té un important paper en la construcció de la identitat i de l'autonomia personal.

## Dixi d'espai

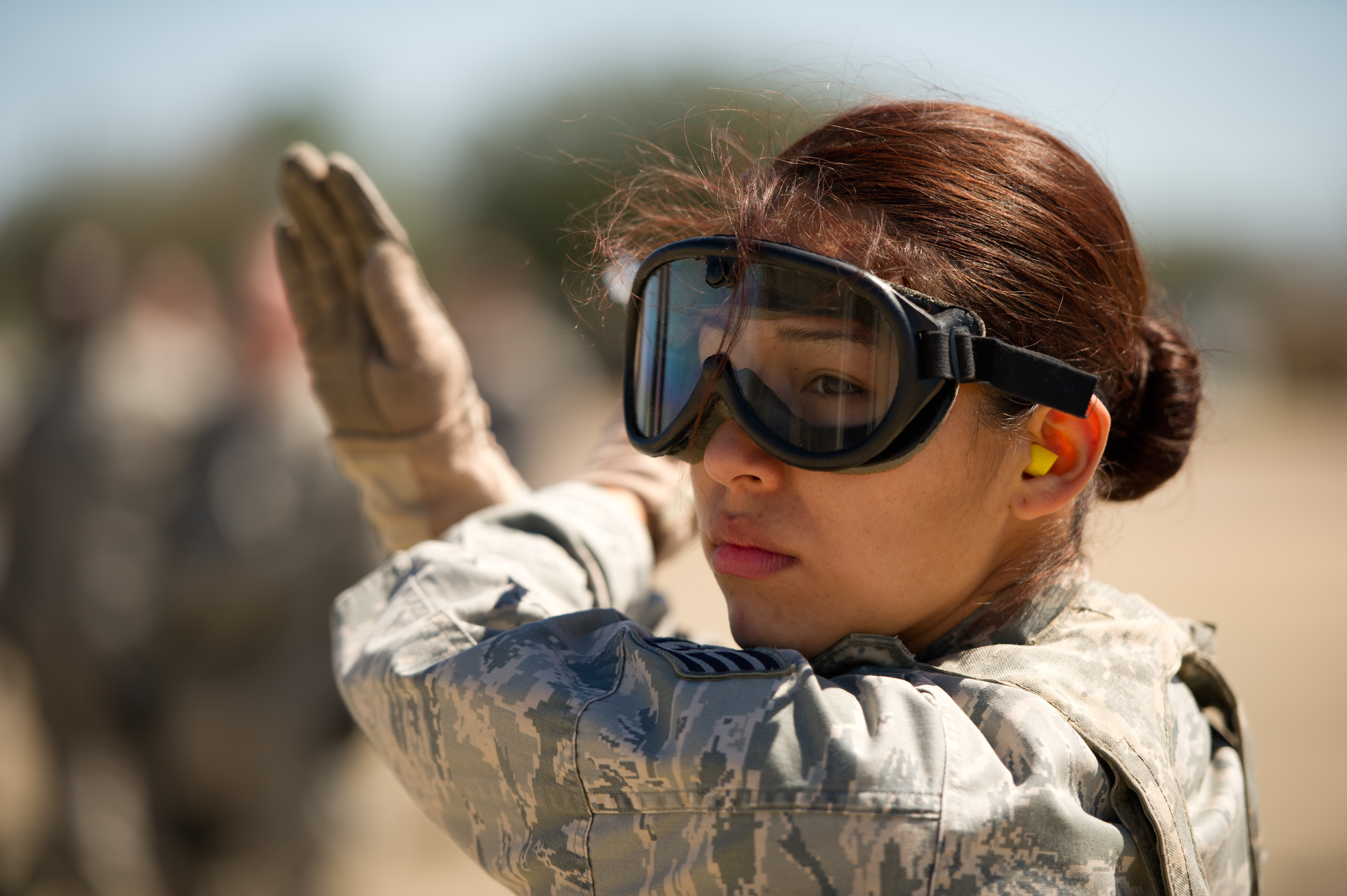
Dirigint avions amb gestos

El gest és un tipus de díctic d'espai. Els díctics d'espai es refereixen al món i pertanyen al tipus de referència cap a dins o cap a fora del text. Dintre de la dixi cap a fora del text es poden distingir quatre tipus de díctics: la gestual, la simbòlica i la que és alhora d'espai i temps, encara que també n'hi pot haver d'altres.
Els díctics gestuals són els que poden anar acompanyats de text i se solen produir en converses cara a cara, atès que només es poden comprendre si les persones que emeten i reben la comunicació poden veure's i, si de cas, veure també les coses que assenyalen, per exemple. Un cas particular són els vídeos i conferències que fan referència a imatges, per exemple un mapa.

## Llista dels gestos més comuns

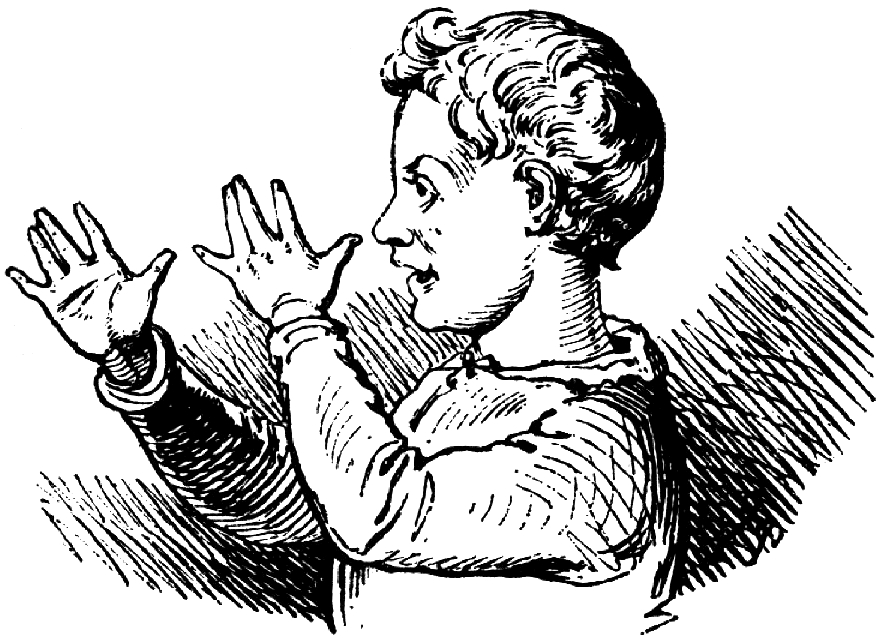
El pam i pipa

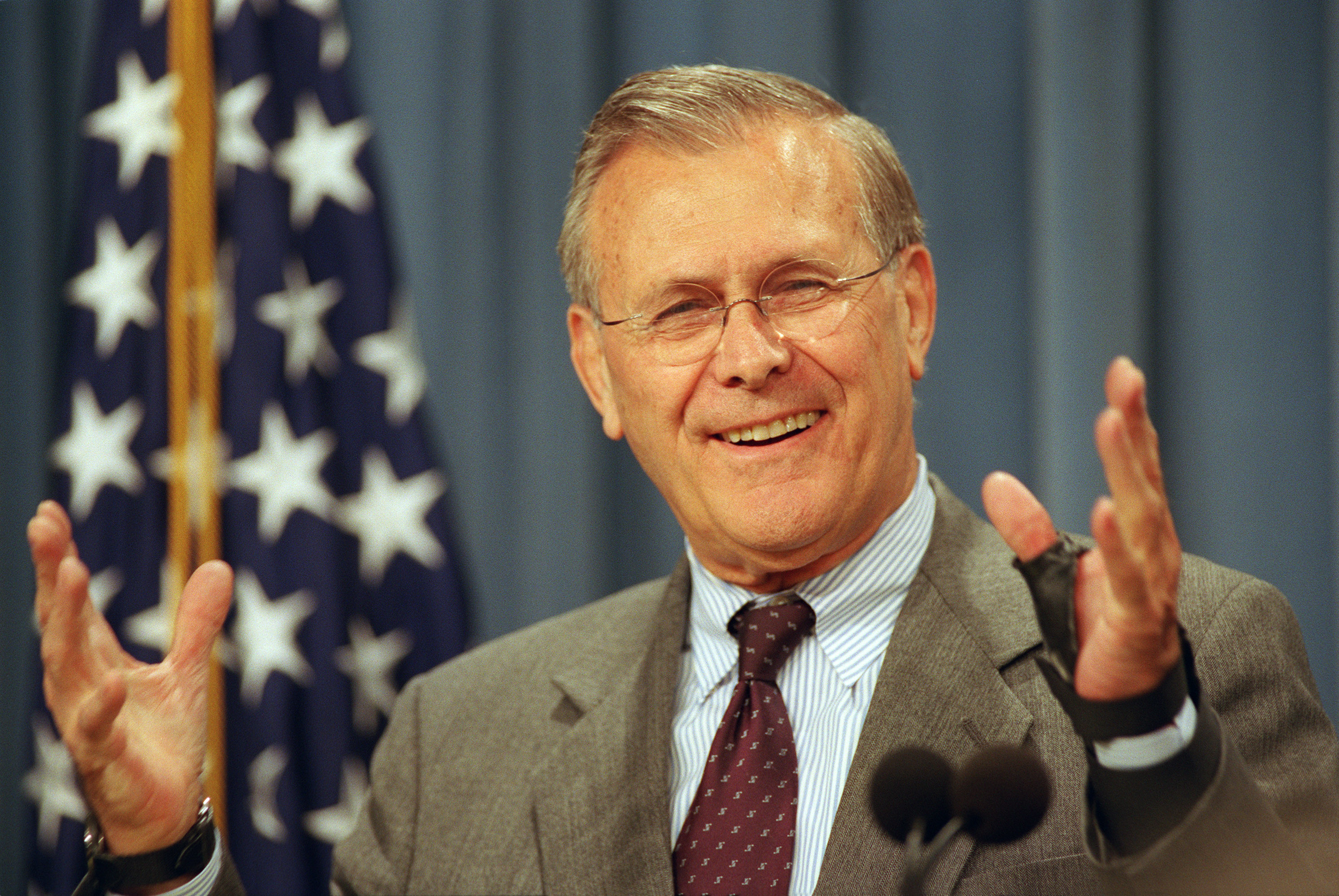
El gest de les mans del Papa és típic dels presidents elegits per a mostrar que tenen el poder. El cap de l'oposició en canvi sol assenyalar amb el dit.

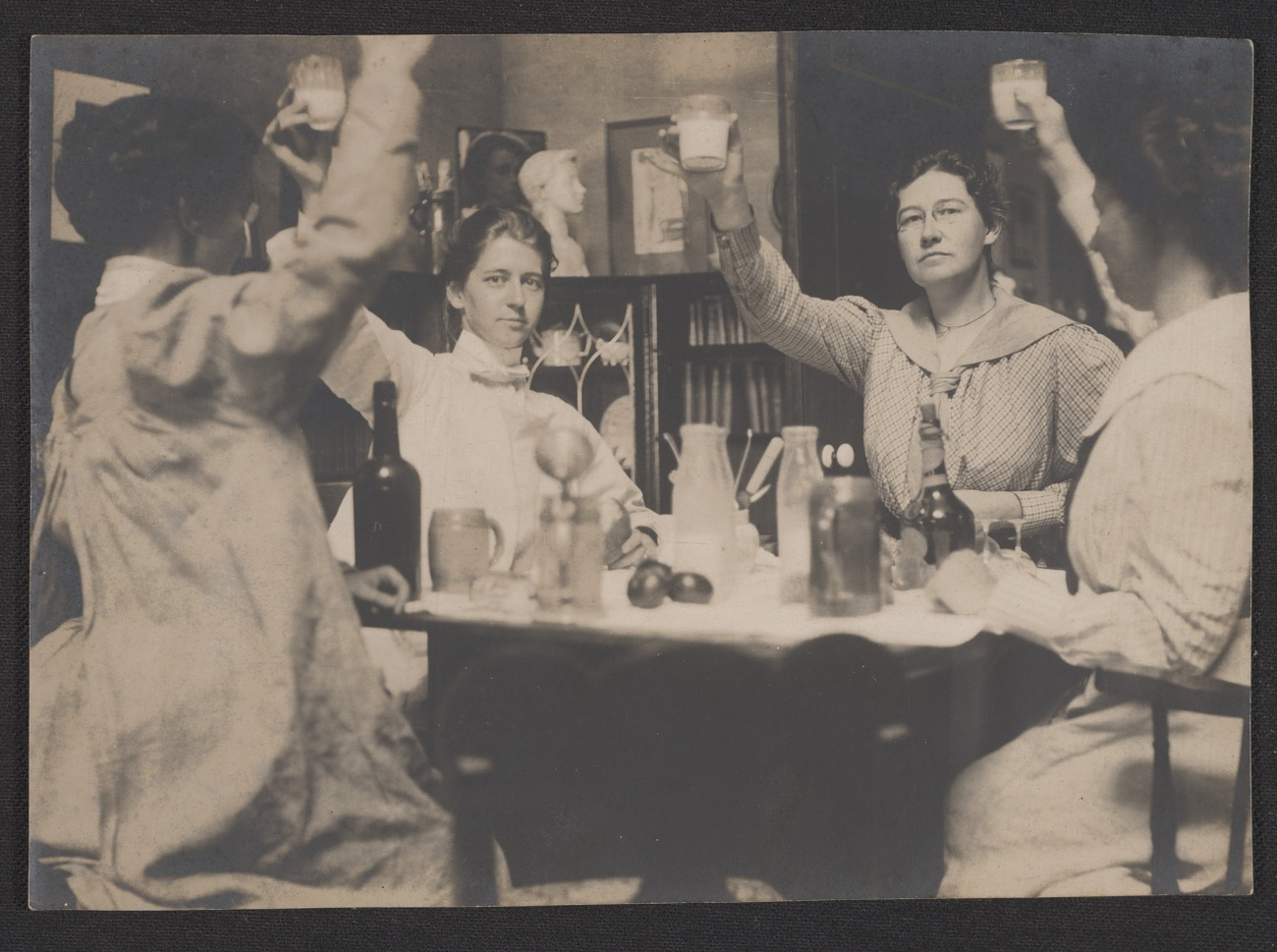
Brindis

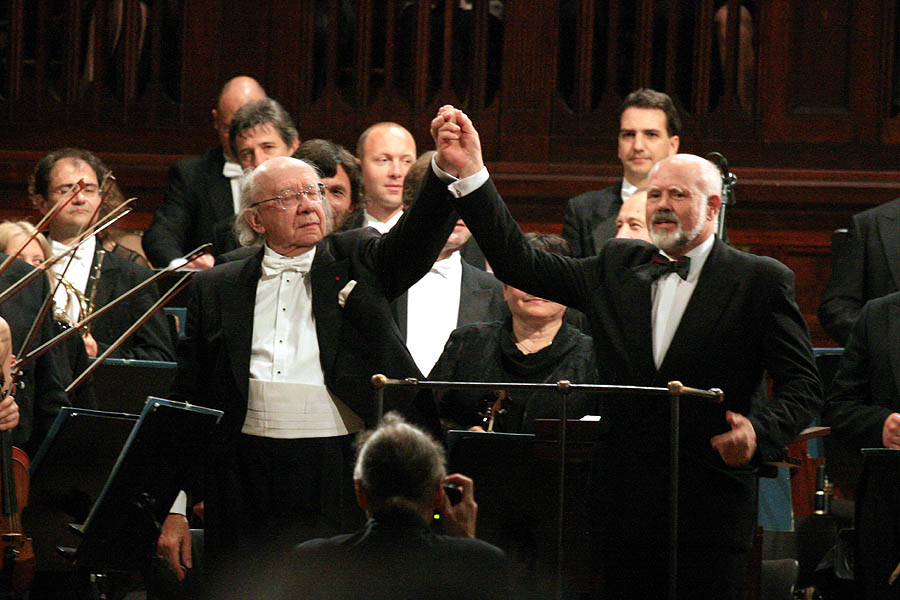
Salutació en un espectacle

- Ha sortit bé (Ok) = es forma amb el polze i l'índex un zero i els altres dits s'aixequen, indica acord, el nom ve d'una expressió bèl·lica anglesa que significa "zero morts"
- V de victòria * = es forma amb el dit gran i l'índex aixecats i separats al màxim mentre els altres dits són reunits plegats, indica victòria, o signe de pau (?)
- Puny tancat i aixecat = indica força, crida a la rebel·lió i afinitat al socialisme
- Dits (en)creuats = passar el dit mitjà per sobre de l'índex vol conjurar la sort
- Botifarra = plegar l'avantbraç tot encreuant l'altre, una o diverses vegades. És un gest vulgar d'engegar a fer-se fotre, d'oposició, refús, rèplica i menyspreu.
- Dit impúdic = insult d'al·lusió sexual que consisteix a aixecar el dit del mig i abaixar la resta, sobresortint en un puny clos.
- Fer la figa: gest de burla sexual o per a conjurar o allunyar els riscs quan hom es troba amb una (presumpta) bruixa; Al Rosselló es fa d'amagat i s'acompanya d'una cantarella en veu baixa La figa te fau, guarda-la. Consisteix a tancar la mà fent sortir el dit polze entre l'índex i el dit del mig, tot tancant el puny. .
- Ser un barrut = Amb el palmell de la mà oberta i tornada, es colpeja lleugerament diverses vegades sobre la galta. És per a indicar que algú és un penques, un barrut. També es pot utilitzar per a indicar que alguna cosa com un dinar, un objecte, etc, ens ha sortit gratis, "per la cara".
- Pistola = es posa l'índex horitzontal i el polze aixecat imitant la forma d'una arma, vol dir intenció agressiva (sovint en to humorístic) o, apuntant cap al propi cap, desbordament (suïcidi figurat)
- Tocament, estreta, serrada o encaixada de mans = es col·loca la mà dins la d'un altra persona que subjecta els dits com a salutació
- Polze amunt per a fer autoestop = per a indicar que es vol que un conductor agafi l'autoestopista, aquest amb el puny tancat treu el polze (i el pot moure cap endavant i endarrere)
- Mà alçada = el braç forma un angle de 45° graus respecte al cos i la mà es posa recta en línia recta amb el braç, és una salutació feixista i militar popularitzada pel nazisme (es feia al crit de Heil Hitler! -Salut, Hitler!-)
- Banyes = gest que consisteix a aixecar el polze, l'índex i el dit petit, amb diversos significats (des d'infidelitat fins a ser seguidor de heavy metal o satanista)
- Mà aixecada o braç aixecat, alçat o llevat = es posa el braç aixecat paral·lel al cos amb l'índex estès, és un gest propi de l'escola que serveix per a demanar la paraula a l'aula
- Salutació militar = es col·loca la mà tancada formant una recta al front
- Polze aixecat = indica aprovació, al contrari que abaixar-lo (també s'usa per parlar de victòries o desfetes esportives)
- Signe de la victòria = aixecant els dits índex i mig es vol comunicar triomf o alegria per una reeixida personal
- Aplaudiment = es fan sonar els palmells de les mans un contra l'altre per a expressar aprovació, especialment després d'un discurs o actuació
- Inclinació = s'inclina el cos cap avall fent una reverència o signe de respecte
- Assentiment = moure el cap amunt i avall indica assentiment a Occident, mentre que fer-ho lateralment indica negació; aquests gestos tenen sentit oposat en altres cultures (com a Bulgària).
- Ajuntar les mans = acostar els palmells de les mans és un signe típic de pregària en diverses comunitats
- Namasté = ajuntar els palmells amb els colzes flexionats i fer una lleugera inclinació del cos és una salutació oriental que mostra respecte
- Agenollar-se = posar els genolls a terra indica adoració cap al sobirà o la divinitat, és un signe d'humilitat
- Silenci = col·locar el dit índex a sobre els llavis serveix per a demanar silenci
- Temps = posar una mà allargada sobre l'altra formant una lletra T a un partit demana un temps mort per a parlar amb l'equip, pot usar-se per a demanar una pausa a la conversa
- Treure o tirar la llengua o fer llengotes = gest que indica burla, de caràcter infantil
- Boig = Fer girar l'índex sobre el front vol dir que es considera que algú té problemes de salut mental (humorísticament) o que el que es diu és forassenyat
- Atenció = Quan una persona fa sonar el dit mitjà amb el dit polze fent un moviment ràpid vol dir que demana atenció o que ha tingut una pensada
- Arrufar el nas = acció que indica que una cosa desagrada o que hom hi està en contra.
- Alçar les celles = denota estranyesa.
- Arrugar o arrufar les celles = ho fem quan estem malcontents o preocupats.
- Arronsar o alçar les espatlles o alçar el muscle = vol dir entornar-les, acostar-les al coll per a indicar que ens és igual quelcom o que no sabem una cosa, o no sabem què respondre i què fer, que ens sentim incomodats.
- Mossegar-se el llavi de baix = indica excitació o reflexió.
- Traure/treure el cap de la llengua = es fa quan hom mira de concentrar-se.